# Донат Банкі
Донат Банкі (угор. Bánki Donát; 6 червня 1859, Баконьбанк — 1 серпня 1922, Будапешт) — угорський інженер і винахідник.

## Біографія

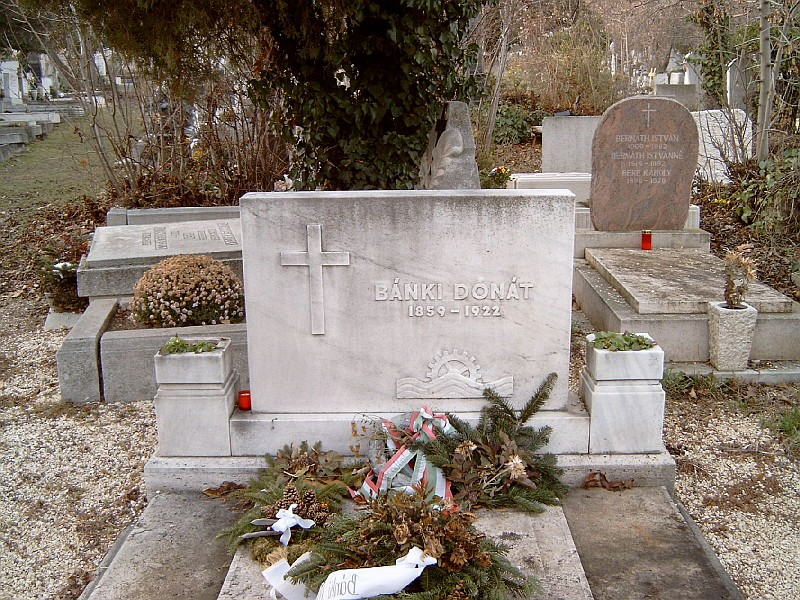
Могила Доната Банкі на кладовищі Фаркашреті в Будапешті

Син Бетті Шальцер і Ігнаца Левінгера, який був головним лікарем у військах угорських революціонерів 1848—1849 років.
У 1893 році він разом з іншим відомим угорським інженером Яношем Чонкою винайшов карбюратор для стаціонарного двигуна (відомий також під назвою «двигун Банкі-Чонки»). Дуже часто цей винахід помилково приписується німецькому інженеру Вільгельму Майбаху, який представив свою розробку патентному бюро на півроку пізніше, ніж це зробили Банкі і Чонка. Банкі також вніс істотний вклад у розробку компресора двигуна внутрішнього згоряння і винайшов гідротурбіну, названу його ім'ям.
У 1898 році Донат Банкі розробив двигун з високим ступенем стиснення з дводифузорним карбюратором, в якому був застосований метод емульсійного сумішоутворення розпиленням, який використовується і в даний час.
Винайдення Банкі і Чонкою карбюратора сприяло розвитку автомобільної промисловості, оскільки до цього моменту не було розроблено більш ефективного способу правильно змішувати пальне і повітря для двигуна. Деякі джерела стверджують, що ідею для створення карбюратора Банкі випадковим чином запозичив у квіткарки. Одного разу, повертаючись додому з Будапештського технічного університету, він побачив, як вона обприскує свої квіти водою з рота. Донат Банкі також зробив внесок у створення турбіни поперечного потоку.